# Cuthona tina
Cuthona tina är en snäckart som först beskrevs av Er. Marcus 1957.  Cuthona tina ingår i släktet Cuthona och familjen Tergipedidae. Inga underarter finns listade i Catalogue of Life.